# Luigi Colani
Luigi Colani (Berlino, 2 agosto 1928 – Karlsruhe, 16 settembre 2019) è stato un designer tedesco, tra i più discussi del Novecento per il suo estro e per la sua genialità.

## Biografia
Il nome di battesimo di Luigi Colani era in realtà Lutz: avrebbe cambiato il proprio nome con Luigi solo molto più in là. Il padre di Lutz Colani era un architetto cinematografico di origine svizzera, mentre la madre, di origine polacca, lavorava presso una compagnia teatrale. Dal momento che la famiglia Colani aveva avuto molti bambini, i genitori non fecero mai regali ai propri bambini, ma li educarono a costruire da sé i propri giocattoli. Tale insegnamento venne recepito dal piccolo Lutz in maniera impressionante, a tal punto che nel giro di pochissimi anni, era già in grado di costruire oggetti utilizzando svariati materiali, come legno, ferro, gesso o argilla. I suoi giocattoli preferiti erano mezzi di trasporto, per cui il piccolo Lutz era solito costruire aerei, automobili o navi.
Nel 1946, Lutz Colani si iscrisse all'Accademia delle Belle Arti di Berlino, dove frequentò i corsi di scultura e pittura. Due anni dopo si iscrisse alla Sorbona di Parigi, dove frequentò gli studi di aerodinamica.
All'inizio del 1953 si trasferì in California, presso il costruttore aeronautico Douglas Aircraft Company, dove partecipò ad una ricerca su nuovi materiali, già in qualità di responsabile. Alla fine dello stesso anno, Lutz Colani tornò in Francia, dove cominciò a dedicarsi al design automobilistico, ponendo particolare enfasi all'aspetto aerodinamico di una carrozzeria automobilistica. Nel 1954, a Ginevra, ricevette il premio Golden Rose per il suo lavoro nel campo dell'aerodinamica automobilistica.
Durante gli anni cinquanta, Lutz Colani sviluppò il suo linguaggio creativo, fatto di rotondità spesso esasperate, che evocano il dinamismo e la vitalità di oggetto. Colani si è sempre proclamato fautore delle linee tondeggianti. Tale tendenza stilistica, che Colani fece propria, ricevette anche un nome: bio-design.
Nel 1957 ci fu il già citato cambio di nome: da quel momento in poi si sarebbe chiamato Luigi Colani. Nello stesso anno, Colani realizzò una vettura su base Alfa Romeo Giulietta, denominata poi Colani Alfa Romeo. Tale vettura, d'impostazione sportiva, fu la prima a terminare un giro al circuito del Nürburgring in un tempo inferiore ai 10 minuti.
Nel 1959, Luigi Colani realizzò un lavoro sulla base dell'allora neonata BMW 700.
Il decennio successivo vide Luigi Colani dedicarsi sempre in maniera assidua al design automobilistico, ma il designer tedesco cominciò ad includere nel suo campo di interessi anche altri oggetti di uso comune, come alcuni mobili per la casa. Nel 1968, riunito un team di designers, Luigi Colani fondò un suo studio di design in Vestfalia e cominciò a lavorare sulle potenzialità dei materiali plastici per la costruzione di automobili, mobili per la casa ed anche apparecchiature come per esempio macchine fotografiche.
Colani fu autore anche dell'aerodinamica di una vettura di Formula 1, la Eifelland del 1972, basata su un telaio March e guidata da Rolf Stommelen.
La vettura, più volte modificata nel corso della stagione, non ottenne grandi risultati anche per mancanza di fondi, ma è ancora oggi ricordata per il design innovativo caratterizzato da una presa d'aria dinamica per il motore posta davanti all'abitacolo e da un singolo specchietto retrovisore posto su un pilone centrale.
Da questo punto in poi, la strada che si aprì di fronte a Luigi Colani fu in discesa: i consensi da tutto il mondo arrivavano a raffica, anche dal lontano Giappone, dove nel 1973 Colani si trasferì per studiare le varie possibilità offerte da quel Paese. Tornato in Europa, proseguì la sua inarrestabile marcia verso nuove frontiere del design, andando ad occuparsi anche di mezzi pesanti. Del 1976 fu la realizzazione di un piccolo aereo con pannelli in plastica, mosso da un motore Wankel e denominato Fanliner. Nel 1981, preparando aerodinamicamente una Citroën 2CV, Colani riuscì a farle stabilire un record di consumo: la vettura percorse 100 km richiedendo solamente 1.7 litri di carburante.

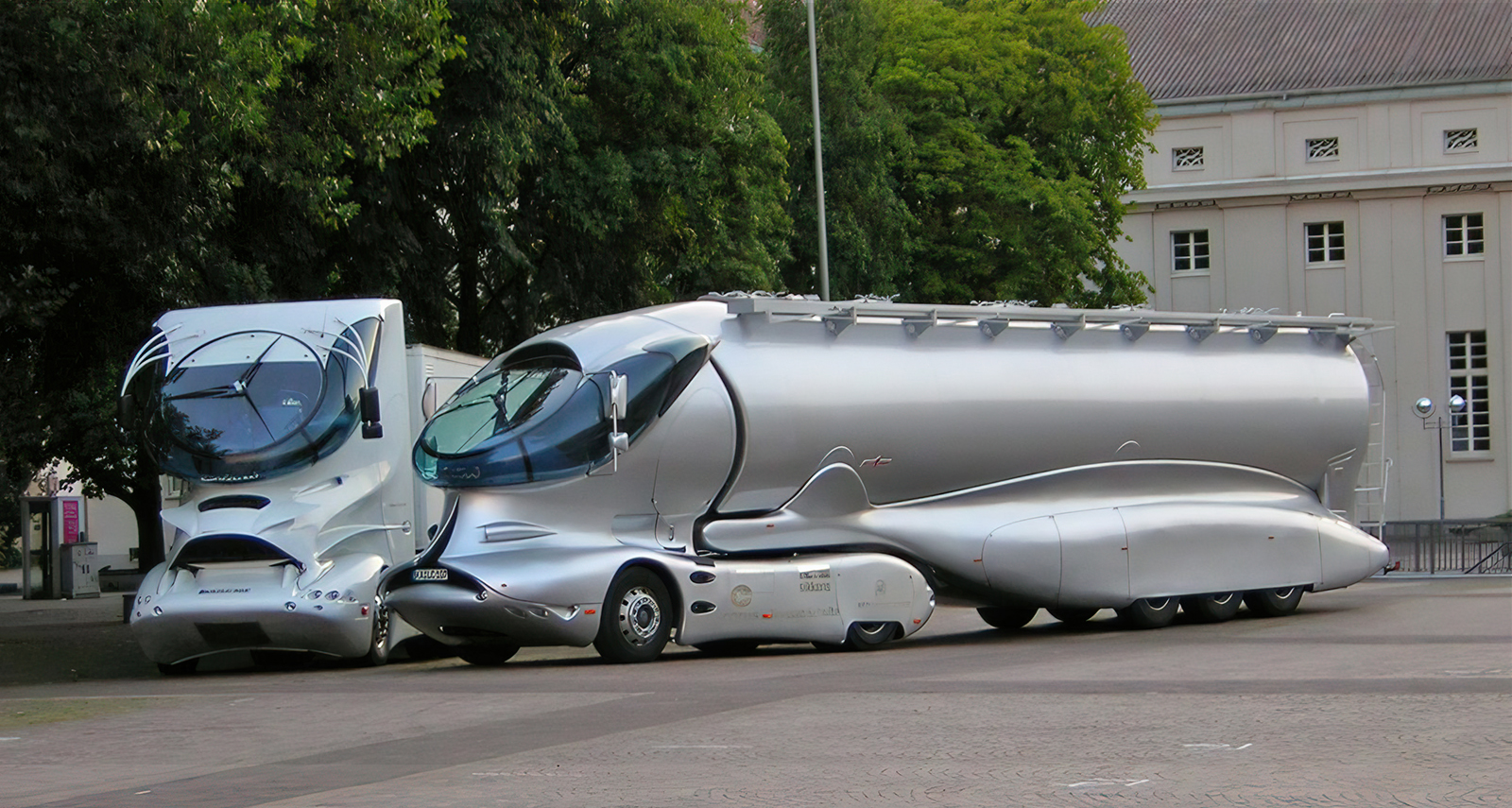
Le futuristiche linee di due autoarticolati disegnati e realizzati da Luigi Colani

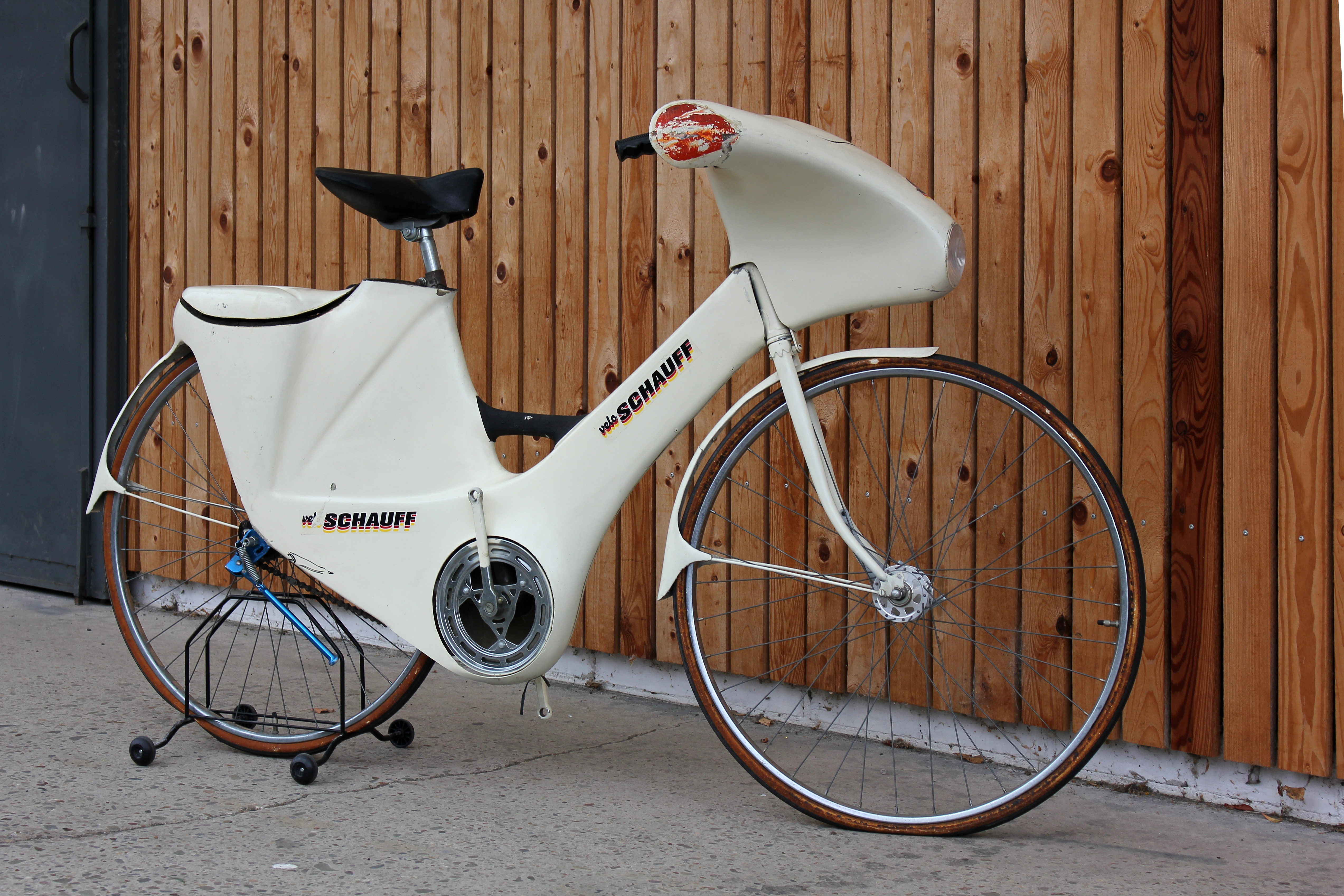
Prototipo di bicicletta di Luigi Colani 1982

Nel 1982, Luigi Colani si trasferì nuovamente in Giappone, dove si trovò ad insegnare design industriale e dove nel 1985 realizzò il Colani Tokyo Robot Theatre. Nel 1986 tornò nuovamente in Europa e fondò a Berna il Colani Design Studio.
Per Canon, ha sviluppato i prototipi delle fotocamere "5 Systems" e nel 1984 è stato votato come il 1° Designer industriale in Giappone presso Otaru. Nel 1986, ha ricevuto il Golden Camera Award per la Canon T90. Sulla base di quella fotocamera ancora oggi, ad oltre 30 anni, è improntato il design delle reflex professionali della casa nipponica.
Negli anni novanta, Colani ampliò ulteriormente il proprio campo di attività: oltre ai mezzi di trasporto, si occupò anche del disegno di elettrodomestici (come per esempio i personal computer), oggetti di uso comune (come occhiali, orologi e persino carta da parati) ed oggetti più particolari, come ad esempio strumenti musicali. Ma uno dei suoi progetti più ambiziosi è stato la Bio-City, una città disegnata da Colani seguendo i suoi criteri del bio-design.
Nel 1991 disegnò la Ferrari Testa d'Oro, realizzata in un unico esemplare, che stabilì il record del mondo di velocità di 351 Km/h.
Anche i primi anni del nuovo secolo hanno visto Colani, oramai anziano, ma sempre assai vulcanico, cimentarsi su svariati altri oggetti (microscopi, docce, aerei ed autotreni). Dopo il suo primo riconoscimento del 1954 giunsero negli anni numerosi altri riconoscimenti (circa una dozzina), che hanno consacrato Luigi (o Lutz) Colani nell'olimpo del design industriale.
Luigi Colani è deceduto a Karlsruhe, in Germania, nel settembre 2019 all'età di 91 anni in seguito ad una grave malattia. Lo ha comunicato la sua compagna Yazhen Zhao.